# Юдьма
Юдьма — река в России, протекает по территории Онежского района Архангельской области. Длина реки — 24 км, площадь водосборного бассейна — 112 км².
Река берёт начало из Кадозера на высоте 68,4 над уровнем моря.
Течёт преимущественно в северном направлении по заболоченной местности.
Река в общей сложности имеет 25 притоков суммарной длиной 43 км.
Втекает на высоте 32,0 м над уровнем моря в реку Нименьгу, впадающую в Онежскую губу Белого моря (Поморский берег).
Населённые пункты на реке отсутствуют.
Код объекта в государственном водном реестре — 03010000212102000007766.